# عربشاه درق
عربشاه درق هي قرية في مقاطعة كليبر، إيران. عدد سكان هذه القرية هو 16 في سنة 2006.